# Henagar
Henagar – miasto w Stanach Zjednoczonych, w stanie Alabama, w hrabstwie DeKalb. W roku 2023 miasto zamieszkiwało 2305 osób, a gęstość zaludnienia wynosiła 40,7 osoby/km².